# Butanal
El butanal (nomenclatura IUPAC), también conocido como butiraldehído o aldehído butírico, es un compuesto orgánico que es un aldehído análogo del butano así como un isómero de la butanona.

## Características
Es un líquido incoloro inflamable con un olor acre. Es miscible con la mayoría de los disolventes orgánicos.
Cuando está expuesto al aire, se oxida a ácido butírico.
A una temperatura de 230 °C, el butanal se inflama espontáneamente con el aire. Se forman mezclas explosivas con aire en una franja de concentración del 2,5 al 12,5% (en volumen) de butanal.
El butanal se polimeriza cuando se calienta con ácidos o álcalis.
Reacciona con agentes oxidantes, ácidos fuertes, bases fuertes y aminas.

## Obtención
El butanal puede ser producido mediante la deshidrogenación catalítica del butan-1-ol, la hidrogenación catalítica del crotonaldehído o la hidroformilación del propileno.
Se puede producir experimentalmente a partir del butan-1-ol, utilizándose ácido sulfúrico y dicromato de potasio como oxidantes.

## Aplicaciones
El Butanal es necesario para la fabricación de aceleradores de vulcanización, como resinas y plastificantes. Es una materia prima para la producción de aromas sintéticos.

## Seguridad
La sustancia puede ser asimilada por el cuerpo por inhalación de vapores y puede obstruir las vías respiratorias. Causa irritación en los ojos y en la piel. El vapor es más pesado que el aire y puede extenderse por el suelo. Se pueden formar peróxidos explosivos.